# Robin Jähne

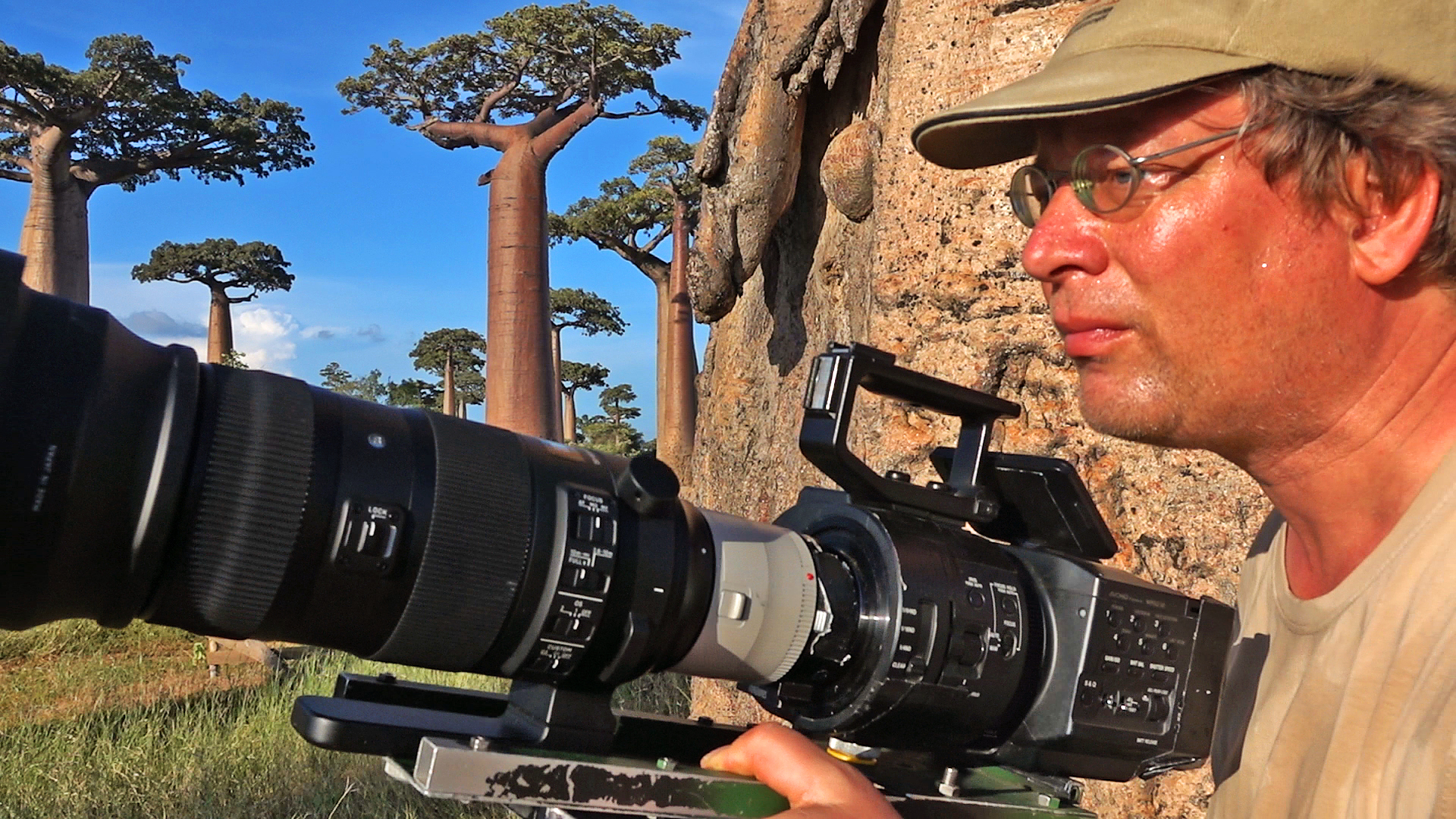
Robin Jähne bei Dreharbeiten auf Madagaskar 2016

Robin Jähne (* 3. August 1969 in Detmold) ist ein deutscher Biologe, Tierfilmer, Kameramann, Filmproduzent, Künstler.

## Leben
Jähne gewann in jungen Jahren mit einem Forschungsprojekt, das den Nachweis erbrachte, dass Gewitter ganz bestimmten Zugstraßen folgen, den ersten Preis beim Landeswettbewerb von „Jugend forscht“ und den vierten Preis beim Bundeswettbewerb.
Jähne begann 1990 mit der Kamera zu arbeiten und dokumentierte mehr als ein Jahr lang das Leben von staatenbildenden Wespen. Mit Vorträgen finanzierte er sich eine erste, professionelle Ausrüstung mit 16mm-Kameras. Mit denen war er 1991 drei Monate in Tasmanien unterwegs.
Er studierte Biologie, arbeitete als freier Journalist und Fotograf und war als Wettermoderator für einen Rundfunksender tätig. Seine Naturfotografien präsentierte er in Vorträgen und Ausstellungen; sie wurden in Zeitungen wie der FAZ oder Magazinen wie National Geographic Deutschland veröffentlicht.
Robin Jähne betätigt sich auch als Autor und Künstler. Nach einer Erkrankung des Vaters führte er die väterliche Kunstwerkstatt weiter. So entstand 1997 die Lippische Rose von 180 Zentimetern Durchmesser aus Edelstahl, 1999 eine zwei Meter hohe Gartenskulptur und 2004 eine Feuergoldwespe als naturgetreues, vergrößertes Abbild aus Edelstahl und Kupfer, mit Augen aus Halbedelsteinen. Er wirkte an mehreren Buchveröffentlichungen mit, Schwerpunkt dabei ist die Darstellung komplexer wissenschaftlicher Themen auf allgemein verständliche Art, als auch Fantasy und märchenhaftes.
Jähne produzierte mehrere Naturfilme. Dabei liegt seine Spezialität in ausgefallenen Perspektiven, Zeitraffer- sowie Flug- und Luftaufnahmen oder extreme Zeitlupen. Er konstruierte zahlreiche technische Hilfsmittel selbst. Unter anderem entstanden so ferngesteuerte Kameras, die einen Einblick in Tierverhalten aus nächster Nähe ermöglichen, ohne störende menschliche Gegenwart. So entstanden teilweise einzigartige Aufnahmen, beispielsweise vom Leben der Schwarzstörche aus einer Distanz von 50 cm  oder aus der Bruthöhle des scheuen Schieferfalkens.

„Ich möchte andere Menschen an der Faszination der Natur teilhaben lassen. Ich möchte fundierte, aber verständliche Informationen geben und erreichen, dass die Betrachter meiner Bilder, die Leser meiner Artikel und die Zuschauer meiner Filme die Begeisterung und Ehrfurcht vor den Wundern, die oft schon vor der Haustür beginnen, teilen – dies ist meine Motivation.“

Jähne wirkte an zahlreichen Projekten mit, beispielsweise der Produktion über die Varusschlacht von Terra X von Arte und ZDF oder Abenteuer Mallorca von planet e des ZDF. Für seinen Beitrag zum Naturschutz durch seine Filme wurde er 2013 vom NABU Lippe mit dem „Lippischen Diamanten“ ausgezeichnet. Ebenfalls 2013 erhielt der Film Das Jahr des Rotmilans beim internationalen Greenscreen-Naturfilmfestival in Eckernförde den Preis für die beste unabhängige Produktion. 2015 erhielt Jähne den Tierschutzpreis des Lippischen Heimatbundes.
Jähne war auf mehreren Reisen, unter anderem auf der Suche nach polaren Stratosphärenwolken, Gewittern in den Alpen oder Rotmilanen in Südfrankreich und Spanien. 2012 und 2013 gehörte auch die Forschungseinrichtung CERN in der Schweiz dazu. 2017 vollendete er seinen Film über Schieferfalken im Oman – die Dreharbeiten führten ihn auch nach Äthiopien und Madagaskar. Der viersprachige Film gewann Gold bei den Dokumentarfilmen beim 10. Internationalen Filmfestival Muscat.

## Filmografie, Auszeichnungen, Skulpturen, Ausstellungen und Bücher
- 1990: Fliegende Völker. Film über staatenbildende Wespen
- 1991: Filmexepdition nach Tasmanien, seit dem Arbeit als Naturfilmer
- 1993: Mitwirkung WDR „Quarks und Co - Blitz und Donner“
- 1996: Fotoausstellung „Baumgesichter“ Naturkundemuseum Magdeburg
- 1997: Fertigstellung einer Edelstahlskulptur „Lippische Rose“ für die Lippische Landes-Bandversicherung Detmold
- 1999: Fertigstellung Skulptur „Bakteriophag“ – Privatbesitz
- 1999: Das Pferd im Wald. Film über Pferdearbeit im Wald
- 2002: Mitwirkung Fantasy-Buch „Schmunzelhorror am Kamin“, Theo Gremme-Verlag, Lünen
- 2004: Fertigstellung Edelstahl-Insekten-Skulptur: „Goldwespe“
- 2005: Mitwirkung Kurzgschichtenbuch „Ta‘ Saghi - Zeit wird erst spürbar, wenn sie still steht“, Theo Gremme-Verlag, Lünen
- 2005: Starke Pferde 2005. Kaltblüter im LWL-Freilichtmuseum Detmold
- 2005: Neue Zeiten für einen alten Hof. Entstehung der Umweltbildungsstätte des NABU
- 2006: Das 13. Mahl. Kurzspielfilm
- 2006: Märchenbilder der Natur. Szenen aus dem Teutoburger Wald mit klassischer Musik untermalt
- 2007: Perspektive Natur. Ein Film rund um die Senne in Ostwestfalen
- 2007: Ta' Saghi. Verfilmung eines Fantasystoffes von Theo Gremme
- 2007: Mitautor „Licht in das Dunkel der Vergangenheit - Lumineszenzdatirung an den Externsteinen“, Verlag für Regionalgeschichte Bielefeld
- 2008: „Auf unsichtbaren Pfaden“: Preis der Landesmedienanstalt für Imagefilm über GPS-Wanderwege
- 2008: Mitwirkung TerraX(Arte/ZDF) „Die Germanen“
- 2008: Auf unsichtbaren Pfaden. Preis der Landesmedienanstalt für Imagefilm über GPS-Wanderwege
- 2008: Siamsarah. Verfilmung eines Fantasystoffes von Theo Gremme
- 2009: Wunderbarer Oman. Porträt über das arabische Sultanat
- 2009: Faszination Naturpark. Teutoburger Wald und Eggegebirge
- 2009: Kraftvolle Anmut auf vier Hufen. Kaltblüter im LWL-Freilichtmuseum Detmold
- 2009: Gesunde Landschaft – Gesundes Essen. Imagefilm für den Naturpark Teutoburger Wald/Eggegebirge
- 2010: Die Fürstenallee. Porträt eines Naturdenkmals von Europäischem Rang
- 2011: Mitwirkung an TerraX (Arte/ZDF) Land des Kolumbus/Amerika
- 2011: „Die Falkenburg“, Dokudrama der Geschichte und archäologischen Ausgrabungen an einer der größten Höhenburgen Norddeutschlands
- 2011: Mitwirkung an „Expedition ins Tierreich - Osnabrücker Land“
- 2012: Erlesene Natur. Image- und Kurzfilme über FFH-Projekte im Kreis Höxter
- 2013: Mitwirkung an der ZDF-Produktion „Abenteuer Mallorca“ in der Reihe „planetE“
- 2013: „Hetter Life - Mehr Lebensraum für die Uferschnepfe“ – ein Film über ein von der Europäischen Union geförderten Naturschutzprojektes
- 2013: NABU-Auszeichnung: „Lippischer Diamant“
- 2013: „Das Jahr des Rotmilans - Lippes elegante Greife“ – dieser Film wurde beim internationalen Greenscreen-Festival mit dem Preis für die beste unabhängige Produktion ausgezeichnet, erhielt einen 1. Preis beim Naturfilmwettbewerb der Messe Jagd und Hund.
- 2013: Faszination Wissenschaft. Teil 1: Tanz der Teilchen.
- 2014: Mitwirkung an der ZDF-Produktion „Das Grüne Band“ in der Reihe „planetE“
- 2015: Tierschutzpreis des Lippischen Heimatbundes
- 2015: Mitwirkung Fotoband „Wilde Paradiese - zwischen Hermann und Corvey“ Verlag Jörg Mitzkat, Holzminden
- 2016: Mitwirkung an der ZDF-Produktion „Bedrohte Arten“ in der Reihe „planetE“
- 2017: Internationale Produktion „Geheimnisvolle Wüstenflieger - Schieferfalken im Oman“, viersprachig, Gold bei den Dokumentarfilmen beim 10. Internationalen Filmfestival Muscat
- 2017: Naturdokumentation „Zwischen Barthe und Recknitz - Nordvorpommersche Waldlandschaft“ – wurde in die Official Selection 2017 des Greenscreen Filmfestivals aufgenommen
- 2017: Teilnahme mit Fotos und Installation an Jubiläumsausstellung des Lippischen Künstlerbundes im Landesmuseums Detmold
- 2017: Mitwirkung an der MDR-Produktion „Die Roten der Rhön“
- 2017: Mitwirkung an der ZDF-Produktion „Terra X - Kielings wilde Welt - Rotmilane“
- 2017: Mitwirkung an der ZDF-Produktion „Ausgebrummt - Das Insektensterben“
- 2017: Dreharbeiten für die UNESCO in Äthiopien
- 2018: Mitwirkung an der WDR-Produktion „Abenteuer Erde - Wilde Eifel“
- 2019: Mitwirkung an der WDR-Produktion „In der Spur der Leoparden – Geheimnisvolle Räuber in Westfalen“
- 2020: Vorstellung im Buch „Streifzüge durch die Nacht“ von Dirk Liesemer, Piper-Verlag München
- 2020: Mitwirkung bei ZDF-Produktion „TerraX - Deutschland bei Nacht“
- 2020: Mitwirkung bei NDR-Produktion „Friesische Inseln“
- 2020: Mitwirkung bei WDR-Produktion „Heimatflimmern, Auf den Spuren der Römer - Unterwegs im Teutoburger Wald“
- 2020: Mitwirkung an BR-Produktion „WWWissen: Die Rhön“
- 2021: Mitwirkung ZDF-Produktion „Terra X: Kielings Wilde Welt“
- 2022: Mitwirkung an ZDF-Produktion „Freche Viecher (2/3) - Sittiche“
- 2022: Mitwirkung an Produktion „Grenzwege“ MDR und ARTE
- 2023: Fotoausstellung Klinikum Lippe in Detmold
- 2023: Mitwirkung bei ZDF-Produktion „TerraX - Schlaue Schwärme“
- 2023: Mitwirkung bei WDR-Produktion „Abenteuer Erde: Lebenskünstler und Eroberer“